# Tomáš Hamrlík
Tomáš Hamrlík (* 25. listopad 1982 Zlín) je ředitelem a kurátorem muzejních fondů Muzea Bojkovska, lokálním patriotem a členem monarchistické strany Koruna Česká, za niž několikrát kandidoval do veřejných funkcí.
Po ukončení základní školy v Bojkovicích vystudoval na SOŠ a SOU v Luhačovicích obor knihkupectví. V letech 2002–2007 absolvoval Filosoficko-přírodovědeckou fakultu Slezské univerzity v Opavě, obor historie-muzeologie.
V roce 2007 spoluzakládal Muzejní spolek Aloise Jaška v Bojkovicích a je členem jeho výboru. Mezi roky 2007 a 2009 vyučoval na základní škole v Žeravicích. Od roku 2010 pracuje jako ředitel Muzea Bojkovska v Bojkovicích. Věnuje se popularizaci regionální historie a předmětem jeho zájmu je rovněž specifické řemeslo zvěrokleštičské. Je aktivní také ve farnosti Bojkovice, kde je členem ekonomické rady. Stará se o chod hodinového stroje na kostele sv. Vavřince tamtéž. Je ženatý, má 2 děti, syna Matěje a dceru Alžbětu. Členem Koruny české je od roku 2004, pravidelně za tuto stranu kandiduje. Často publikuje ve zpravodaji Naše Bojkovsko a v časopise Bílé Karpaty.
Ve sněmovních volbách v roce 2025 je lídrem kandidátní listiny Koruny České ve Zlínském kraji.